# روبرت مارتن (سياسي)
روبرت مارتن (بالإنجليزية: Robert Martin)‏ هو سياسي أمريكي، ولد في 1833 في الولايات المتحدة، وتوفي في 1897 في غوثري في الولايات المتحدة. حزبياً، نشط في الحزب الجمهوري. وقد انتخب Governor of Oklahoma Territory ‏ (18 أكتوبر 1891 – 1 فبراير 1892).